# Poème d'Alphonse XI
Le Poème d'Alphonse XI (en espagnol Poema de Alfonso Onceno ou Crónica rimada est un poème, à caractère de chronique qui célèbre le roi de Castille Alphonse XI. Il nous est parvenu incomplet. Il a été écrit en quatrains en 1348 par Rodrigo Yáñez. La langue utilisée est l'espagnol avec des tournures linguistiques en astur-léonais.
Nous possédons environ 2 450 quatrains copiés au XVe siècle sur un manuscrit conservé par la Real Academia Española de la Lengua. Le nom de Rodrígo Yáñez apparaît comme « notador », d'où on suppose qu'il s'agit de l'auteur du poème.
Le poème relate la vie d'Alphonse XI de Castille et León depuis son arrivée sur le trône quand il avait seulement un an (1312) jusqu'à la conquête d'Algésiras en 1344, et contient des informations sur la lutte du roi castillan contre la dynastie des Mérinides et la bataille de Tarifa. Il contient les louages du roi et de son amante, Leonor de Guzmán.
« En este tiempo los señores
corrían a Castiella.
Los mesquinos labradores
pasaban grant mansiella

Los algos les tomaban
por mal o por codiçia
las tierras se ermaban
por mengua de justiçia.
Poema de Alfonso XI, c. 72-73. »
Son contenu est proche des chroniques en prose de la littérature d'Alphonse X le Sage. Bien que l'on n'ait pas identifié une chronique qui serait la source directe du poème, on pense qu'elle a existé. Yáñez s'est également servi du Livre d'Alexandre et du Poème de Fernán González pour composer son œuvre. Avec ces textes, qui utilisent fréquemment des formules épiques, il partage de nombreux traits stylistiques. Le Poème d'Alphonse XI possède de nombreux parallélismes avec un texte homonyme portugais d'Afonso Giraldes, bien qu'il ne soit pas possible de dire lequel des deux a servi de source à l'autre.
Bien qu'on ait attribué au poème une certaine monotonie, on peut signaler de réelles réussites; comme la clarté de la structure, l'intérêt pour les questions sociales dans les passages qui dénoncent les méfaits de la noblesse et les souffrances du petit peuple durant le belliqueux XIVe siècle castillan (quatrains 72-73), ou l'utilisation de tropes provenant de la chasse dans la description de batailles contre les Agarènes.
Dans le poème intervient la fonction prophétique du divin Merlin, un personnage acclimaté à la littérature péninsulaire à partir des livres d'aventures arthuriens.

## Éditions
- Rodrigo Yáñez, Poema de Alfonso XI, ed. Y. T. Cate, Madrid, C.S.I.C, 1956 (annexes de la Revista de Filología Española, LXV).
- —— Poema de Alfonso Onceno, Alicante, Biblioteca Virtual Miguel de Cervantes, 2008. Reproducción digital de la ed. facsímil de Tomás Antonio Sánchez, Poetas castellanos anteriores al siglo XV, Madrid, Rivadeneyra, 1864, págs. 477-551. (Biblioteca de Autores Españoles, 58).

## Sources
- (es) Cet article est partiellement ou en totalité issu de l’article de Wikipédia en espagnol intitulé « CPoema de Alfonso Onceno » (voir la liste des auteurs).